# Christuskirche (Oldenbrok)

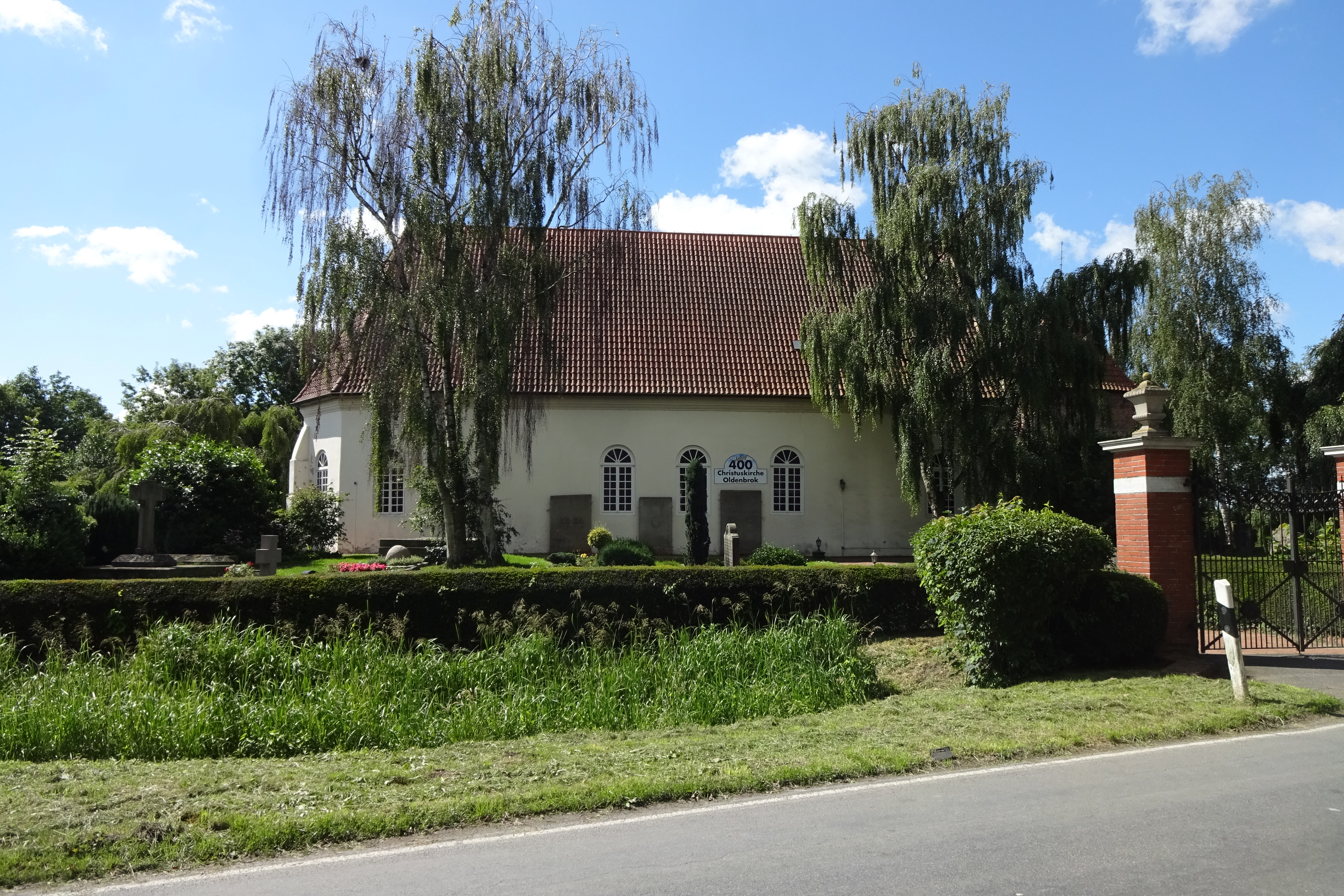
Ansicht von Norden

Die Christuskirche  in Oldenbrok, Gemeinde Ovelgönne, ist eine Kirche der 
Evangelisch-lutherischen Kirchengemeinde Vier Kirchen Ovelgönne. Sie gehört dem Kirchenkreis  Wesermarsch der Evangelisch-Lutherischen Kirche in Oldenburg an.

## Geschichte
Das Gebiet von Oldenbrok gehörte zum Kirchspiel Linebrok, dessen Kirche 1463 zerstört worden sein soll. Später wurde das Kirchspiel in die Gemeinden Oldenbrok, Neuenbrok und Großenmeer aufgeteilt und vor 1504 die erste Kirche der Gemeinde Oldenbrok errichtet.
Die jetzige Kirche wurde 1619 erbaut, 1653 kam der freistehende Glockenturm hinzu. 1960 erhielt die Kirche den Namen Christuskirche.

## Beschreibung
Die Saalkirche wurde aus Backstein erbaut und verputzt. Der Chor hat einen 5⁄10-Schluss. Im Inneren befindet sich eine flache Gipsdecke, die 1842 eine Holzbalkendecke ersetzte.

## Ausstattung
Ältestes Ausstattungsstück in der Kirche ist die Kanzel aus dem Jahr 1663. Das Altarretabel stammt aus dem Jahr 1736. Ein Messingkronleuchter ist mit 1759 datiert.

## Orgel

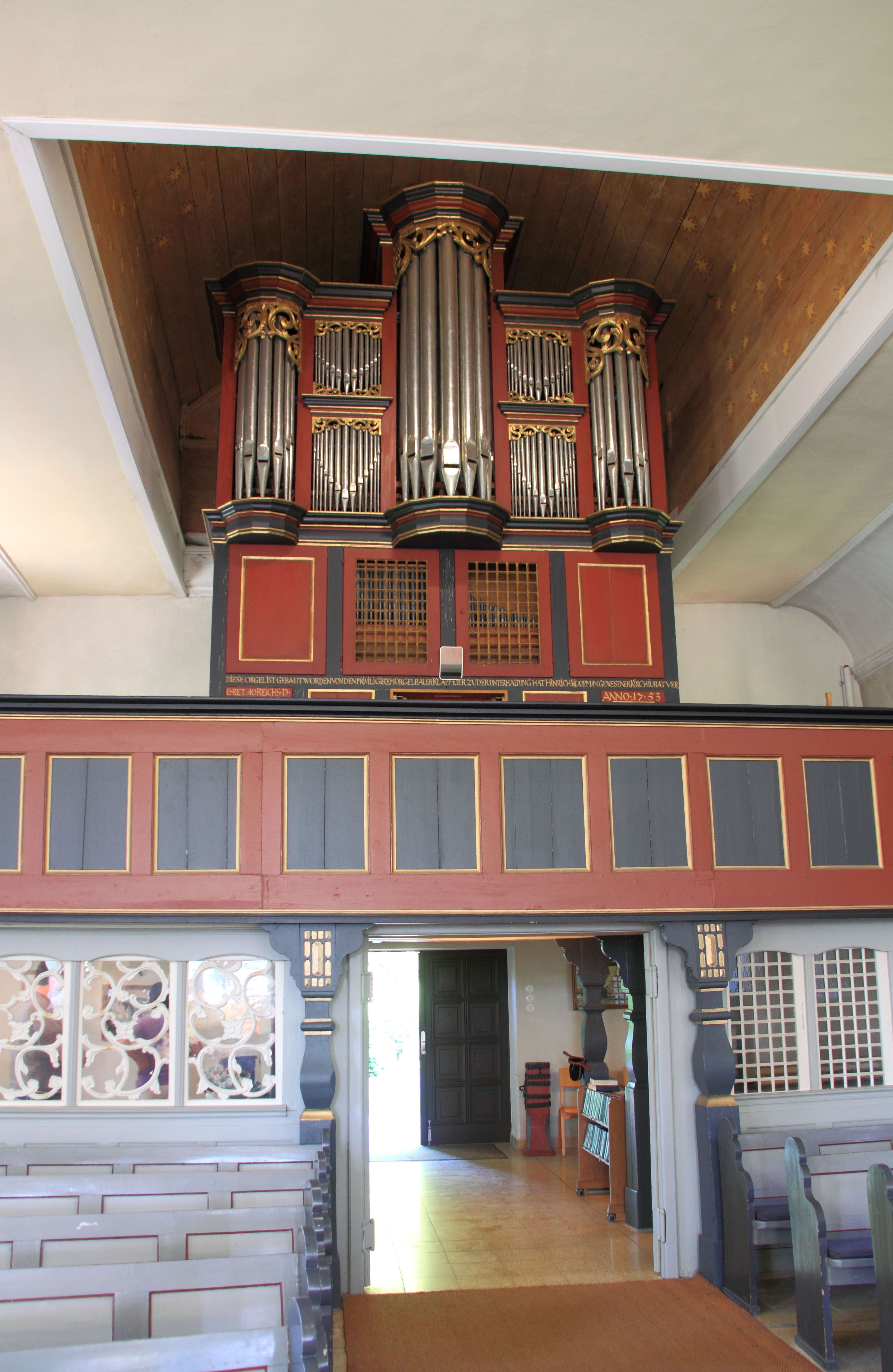
Orgel

Die Orgel wurde 1754 von Johann Hinrich Klapmeyer hergestellt und ersetzte eine Orgel von Arp Schnitger aus dem Jahr 1697. Sie wurde 1909 von Johann Martin Schmid umgebaut und die Disposition verändert. 1966 erfolgte eine Restaurierung durch Alfred Führer.